# Espasmódicos
Espasmódicos est un groupe de punk hardcore espagnol, originaire de Madrid. Ils sont principalement influencés par la première vague de punk rock et punk hardcore américains, et dans une moindre mesure, par le punk anglais des années 1970. Formé au début de 1981, la carrière d'Espasmódicos est courte (dissous en 1983) mais intense. Ils comptent deux EP et une compilation, Punk, qué? punk, publié en 1983 chez DRO.

## Biographie
Espasmódicos est formé au début de 1981, avec José Mota, Enrique Arnal et César Sánchez, trois amis originaire du quartier Malasaña, à Madrid. Ils formeront le groupe après avoir écouté Holiday in Cambodia des Dead Kennedys. Après avoir changé de noms (Jose est devenu J. Siemens, Enrique Kike Kruel et César CSG7I), et choisi quels instruments jouer : le groupe compte désormais J. Siemens a la guitare, Kike au chant et CSG7I à la basse. Bientôt, ils commencent à répéter (partageant des locaux avec des groupes comme Zoquillos, Glutamato Ye-Yé ou Ramoncín) et à rechercher un batteur.
Le premier batteur d'Espasmódicos est Carlos Torero, qui rejoint le groupe en 1981. Les influences seront rapidement calquées sur celles de Carlos. Le groupe est habituellement dans la veine du hard rock, du punk hardcore (Dead Kennedys, MDC, Circle Jerks, Black Flag) et du punk rock (Sex Pistols, Buzzcocks), et Carlos est plus dans la lignée de la new wave et du jazz-rock. Ils publient un premier EP intitulé Recomendado para molestar a su vecino. Il comprend trois chansons Enciendes tu motor, Ni eficiencia ni progreso et Están deseando que te pongas a temblar. L'EP est bien accueilli par la presse spécialisée. L'EP est autofinancé et enregistré dans leur propre studio professionnel. L'EP est édité à la fin de l'automne la même année par le label Discos Radiactivos Organizados (DRO), que le groupe accusera de ne pas avoir suffisamment promu.
Au début de 1983, Espasmódicos effectue ses dernières activités. Le groupe contribue à la compilation Punk, que? punk, publiée par DRO. Puis ils publient le maxi single Espasmódicos, un vinyle qui comprend cinq chansons issues de leurs sessions de Caja de ritmos. L'EP est publié avec beaucoup de retard à la fin de l'année 1983.

## Membres
- Kike Kruel (Enrique Arnal) - chant
- J. Siemens (José Mota) - guitare
- CSG7I (César Sánchez) - basse
- Carlos Torero - batterie (1981-1983)
- Magüu Pilarte - batterie (1983)

## Discographie

### Singles et EP
- 1982 : Recomendado para molestar a su vecino (DRO)
- 1983 : Espasmódicos (π Musikra)

### Apparitions
- Están deseando que te pongas a temblar sur la compilation Locos por la música

### Compilations
- 2002 : Espasmódicos (Potencial Hardcore/Munster Records)
- 2004 :  Homenaje a Espasmódicos y a la Memoria de Kike Kruel (Potencial Hardcore, 2004) (album hommage à Espasmódicos)